# فرانك ينغ (كرة سلة)
فرانك ينغ (بالإنجليزية: Frank Young)‏ مواليد 7 سبتمبر 1984 في تالاهاسي، هو لاعب كرة سلة أمريكي سابق. بدأ مسيرته الاحترافية في سنة 2007. يبلغ طوله 6 قدم 5 بوصة (2.0 م). لعب مع نيكار ريزن لودفيغسبورغ وكرايلسهايم مرلينز.

## روابط خارجية
- فرانك ينغ على موقع الدوري الأوروبي لكرة السلة (الإنجليزية)
- فرانك ينغ على موقع كرة السلة الأوروبية.كوم (الإنجليزية)
- فرانك ينغ على موقع كلية كرة السلة في سبورتس رفرنس.كوم (الإنجليزية)
- فرانك ينغ على موقع ريلجم (الإنجليزية)
- فرانك ينغ على موقع بروبوليرز (الإنجليزية)
- فرانك ينغ على موقع سبورتس رفرنس (الإنجليزية)